# Sadat Anaku
Sadat Anaku (Arua, Uganda; 9 de diciembre de 2000) es un futbolista ugandés. Juega de delantero y su equipo actual es el Kampala City Council de la  Liga Premier de Uganda.

## Trayectoria
Anaku comenzó su carrera en el Kampala City Council de su país, donde anotó 22 goles en 67  encuentros. Tras una exitosa prueba, el delantero fichó con el Dundee United de la Scottish Premiership por dos años.

## Selección nacional
Fue citado a la selección de Uganda en agosto de 2022, pero no debutó.

## Clubes
| Club                 | País    | Año           |
| -------------------- | ------- | ------------- |
| Kampala City Council | Uganda  | 2019-2022     |
| Dundee United        | Escocia | 2022-2024     |
| Kampala City Council | Uganda  | 2024-presente |